# Ponzio VI di Empúries
Ponzio, o Ponce o Ponç (1290 circa – 1322 circa), è stato conte di Empúries (Ampurias) e visconte di Bas dal 1313 fino alla sua morte.

## Origine
Secondo il documento n° MCCIX del 26 febbraio 1318 della Colección diplomática del Condado de Besalú (Tome XII, II), era figlio (secondogenito) del Empúries e Visconte di Bas, Ponzio V e di Marchesa di Cabrera († aprile 1328; la morte della contessa di Empúries è citata nel capitolo CCXCV della chronicle of Ramon Muntaner), la diciottesima viscontessa di Cabrera, figlia di Gerardo VI di Cabrera, diciassettesimo visconte de Cabrera e della moglie Sancha di Santa Eugenia, Signora di Torroella de Montgrí.
Ponzio V di Empúries, secondo il documento n° MVI del 24 luglio 1280 della Colección diplomática del Condado de Besalú (Tome XII, II), in cui la madre, Sibila di Palau, lo cita come conte di Empúries e conferma che era figlio del Empúries, Ugo V a sua volta figlio di Ponzio IV (Hugonis patris sui et Poncii Hugonis quondam avi predicti filii nostri) del conte e della stessa Sibilla († dopo il 28 luglio 1280), viscontessa (risulta viscontessa dal 1247 o prima, come ci conferma il documento n° DCCCXVIII del 21 febbraio 1247 della Colección diplomática del Condado de Besalú (Tome XII, II), in cui la madre, Geralda, vende una signoria in nome della figlia di cui è tutrice, citandola come viscontessa) di Bas, figlia del visconte di Bas, Simone di Palau e di Geralda di Anglesola, come ci conferma lo stesso documento n° DCCCXVIII.

## Biografia
Di Ponzio VI si hanno scarse notizie.
In seguito all'assassinio (ad opera pare dell'amante di Ponzio V, Pietro di Xesa o Eixesa) di suo fratello primogenito, Ugo, avvenuto, nel 1309, suo padre si recò in Sicilia, dove organizzò il matrimonio del Ponzio, secondogenito, con Elisabetta (o Isabella) di Sicilia, figlia illegittima del re di Sicilia, Federico, e della sua amante Sibilla Sormella.
Prima della morte (avvenuta verso il 1313 circa) di suo padre, Ponzio V, che, nel 1313, era stato sconfitto dal re d'Aragona, Giacomo II il Giusto, Ponzio gli succedette come Ponzio VI, conte di Empuries e visconte di Bas,.
Infatti, secondo il documento n° MCLXXXII del 1313 della Colección diplomática del Condado de Besalú (Tome XII, II), Ponzio VI (Malgaulinus), citato come conte di Empuries e visconte di Bas, presenta i suoi omaggi al vescovo di Girona, Guglielmo.
Secondo il documento n° MCXCV del 1316 della Colección diplomática del Condado de Besalú (Tome XII, II), Ponzio VI (Malgaulinus) vendette al vescovo di Girona le decime di alcuni paesi della viscontea di Bas.
Secondo il documento n° MCCIX del 26 febbraio 1318 della Colección diplomática del Condado de Besalú (Tome XII, II), Ponzio VI (Malgaulinus) confermò al vescovo di Gerona, una concessione che già gli era stata concessa da suo padre, Ponzio V
Nel 1320, dovette sostenere un conflitto con Gerardo di Rocaberti, signore in Navarra
Non si conosce la data esatta della morte di Ponzio VI, che avvenne, verso il 1322. Dato che Ponzio VI, non aveva discendenza, la contea passò al cugino, Ugo, visconte di Cardona, bisnipote di Ponzio IV, mentre la moglie Elisabetta (o Isabella), che, nel 1223, avrebbe dato una figlia a Ponzio VI, in quello stesso anno, sposò, in seconde nozze, Raimondo di Peralta, Conte di Caltabellotta.

## Matrimonio e discendenza
Ponzio VI aveva sposato, intorno al 1309, Sibilla, figlia di Amalrico II di Narbona, visconte di Narbona. Da lei non ebbe figli, in quanto risultava già morta nel 1313, anno in cui Ponzio VI era già risposato. Infatti, come già detto, nel 1313 sposò Elisabetta (o Isabella) di Sicilia († 1341), figlia illegittima del re di Sicilia, Federico, e della sua amante Sibilla Sormella.
Ponzio VI da Elisabetta (o Isabella) Marchesa ebbe una figlia:
- Marchesa (1323 ca. –1327), nata postuma fu contessa titolare d'Empúries[9][14]

### Fonti primarie
- (LA)  Colección diplomática del Condado de Besalú, Tome Xi, XII, XIII, XV e XIX.
- (EN) Crònica de Ramón Muntaner, tradotta in inglese da Lady Goodenough (PDF), su yorku.ca.

### Letteratura storiografica
- Edward Armstrong, L'Italia al tempo di Dante, in "Storia del mondo medievale", vol. VI, 1999, pp. 235–296
- Hilda Johnstone, Francia: gli ultimi capetingi, in "Storia del mondo medievale", vol. VI, 1999, pp. 569–607